# لاودر
لاودر (به انگلیسی: Lauder) یک شهرک در اسکاتلند است که در اسکاتیش بوردرز واقع شده است.